# Sarah Bouyain
Sarah Bouyain (* 1968 in Reims, Département Marne, Frankreich) ist eine französisch-burkinische Autorin und Filmregisseurin.

## Biografie
Bouyain wurde in Reims geboren. Ihre Mutter war Französin und ihr Vater war halb Burkiner und halb Franzose.
Ursprünglich studierte sie Mathematik, später entschied sie sich Film zu studieren. Sie studierte an der Louis Lumière Schule, die sich auf den Film konzentrierte. Danach begann sie ihre Arbeiten als Kamerafrau für verschiedene Filme und schließlich drehte sie auch einen eigenen Film.
Nach dem Besuch von Afrika schrieb sie ihr Buch über Metisse façon, indem sie die Gründung der Kolonie Obervolta beschrieb. Afrikanische Frauen und französische Soldaten, die dort geboren wurden, waren gezwungen, das Elternhaus zu verlassen und in ein Waisenhaus zu ziehen. Die Charaktere der Metisse façon zeigen ein Beispiel dieser Kinder. 
Bouyain schreibt auch Artikel, hauptsächlich über die Vermischung von Rassen das Exil die französische Zeitschrift Africultures.
Ihr erster Spielfilm war Notre Étrangère ("The Place In Between"; 2010) und wurde 2010 beim Internationalen Film Festival prämiert.

## Werke

### Filme
- Niararaye (1997)
- Les enfants du Blanc (documentary; 2000)
- Notre Étrangère ("The Place In Between"; 2010)

### Bücher
- Métisse façon (Kurze Geschichten 2003)